# Аббадія-Ларіана
Аббадія-Ларіана (італ. Abbadia Lariana) — муніципалітет в Італії, у регіоні Ломбардія, провінція Лекко.
Аббадія-Ларіана розташована на відстані близько 520 км на північний захід від Рима, 50 км на північ від Мілана, 8 км на північний захід від Лекко.
Населення — 3227 осіб (2014).
Покровитель — Святий Лаврентій.

## Демографія
Населення за роками:

Станом на 1 січня 2023 року в муніципалітеті офіційно проживали 154 іноземці з 33 країн, серед них 46 громадян країн Євросоюзу та 15 громадян України.

## Сусідні муніципалітети
- Баллабіо
- Лекко
- Манделло-дель-Ларіо
- Олівето-Ларіо
- Вальброна